# Newcastle (Californie)
Pour les articles homonymes, voir Newcastle.
Newcastle est une communauté non-incorporée située dans l’État américain de la Californie, dans le comté de Placer.
La ville se situe sur les contreforts de la Sierra  Sierra Nevada à 50 km de Sacramento.

## Démographie
| 2000  | 2010  | - | - | - | - |
| ----- | ----- | - | - | - | - |
| 1 276 | 1 224 | - | - | - | - |